# Metaleptyphantes ovatus
Metaleptyphantes ovatus är en spindelart som beskrevs av Nikolaj Scharff 1990. Metaleptyphantes ovatus ingår i släktet Metaleptyphantes och familjen täckvävarspindlar.
Artens utbredningsområde är Tanzania. Inga underarter finns listade i Catalogue of Life.